# Северозападна България
Северозападна България е географска област в северозападната част на България, включваща територия между Стара планина и Дунав. Източната ѝ граница не е ясно определена – в различен контекст за такава е приемана река Искър, ятовата граница или дори река Вит. Днес най-често под Северозападна България се разбира територията на административните области Видин, Монтана и Враца.